# Municipio de Salem (condado de Pulaski)
El municipio de Salem (en inglés: Salem Township) es un municipio ubicado en el condado de Pulaski en el estado estadounidense de Indiana. En el año 2010 tenía una población de 1399 habitantes y una densidad poblacional de 15,09 personas por km².

## Geografía
El municipio de Salem se encuentra ubicado en las coordenadas 40°57′19″N 86°52′23″O / 40.95528, -86.87306. Según la Oficina del Censo de los Estados Unidos, el municipio tiene una superficie total de 92.7 km², de la cual 92,7 km² corresponden a tierra firme y (0 %) 0 km² es agua.

## Demografía
Según el censo de 2010, había 1399 personas residiendo en el municipio de Salem. La densidad de población era de 15,09 hab./km². De los 1399 habitantes, el municipio de Salem estaba compuesto por el 97,78 % blancos, el 0,36 % eran afroamericanos, el 0,43 % eran amerindios, el 0,14 % eran asiáticos, el 0,21 % eran de otras razas y el 1,07 % eran de una mezcla de razas. Del total de la población el 2,64 % eran hispanos o latinos de cualquier raza.